# Ischnoscopa chalcistis
Ischnoscopa chalcistis là một loài bướm đêm trong họ Crambidae.